# Stephen Hopper
Stephen Donald Hopper ( n. 1951 ) es un botánico australiano, especialista en Biología de la Conservación y en plantas vasculares.
Ha escrito ocho libros, y más de 200 publicaciones a su nombre.
Fue Director del Kings Park en Perth, Australia Occidental por siete años, y CEO de Jardines Botánicos y Parques por cinco.
Es Profesor de Biología de la Conservación Vegetal en la Universidad de Australia Occidental.
En 2006 es nombrado Director del Real Jardín Botánico de Kew.
Está casado, y tiene tres hijos.

## Algunas publicaciones

### Libros
- stephen Hopper, philippa Nikulinsky. 2008. Life on the Rocks: The Art of Survival. Ilustró Philippa Nikulinsky. 2ª edición reeditada por Fremantle Press, 192 pp. ISBN 192136128X

- philippa Nikulinsky, stephen Hopper. 2006. Soul of the Desert. Ilustró Ph. Nikulinsky. Edición ilustrada de Fremantle Press, 184 pp. ISBN 1921064064

- stephen Hopper. 1996. Gondwanan heritage: past, present, and future of the Western Australian biota. Edición ilustrada de Surrey Beatty & Sons in association with Australian Systematic Botany Society & Kings Park and Botanic Garden, Western Australia, 328 pp. ISBN 0949324663

- La abreviatura «Hopper» se emplea para indicar a Stephen Hopper como autoridad en la descripción y clasificación científica de los vegetales.[1]